# Boxe aux Jeux africains de 2015
Navigation
Édition précédente Édition suivante
Les compétitions de boxe anglaise de la 11e édition des Jeux africains se sont déroulées du 2 au 13 septembre 2015 à Brazzaville, République du Congo.

## Résultats

### Podiums

#### Hommes
| Catégories                  | Or                   | Argent               | Bronze                                  |
| Poids mi-mouches (-49 kg)   | Francel Moussiesse   | Matias Hamunyela     | Sibusiso Banda Fesiyal Muhamed          |
| Poids mouches (-52 kg)      | Mohamed Flissi       | Sankuru Nkolomoni    | Junior Mikamou Maillet Moroke Mokhotho  |
| Poids coqs (-56 kg)         | Billel Mhamdi        | Khalil Litim         | Yahia Hesham Gomes Pedro Manuel         |
| Poids légers (-60 kg)       | Reda Benbaziz        | Sarouna Fafiou Bless | Nielson Okoth Okongo Muluja Wq Mulaja   |
| Poids super-légers (-64 kg) | Abdelkader Chadi     | Jonas Jonas          | Mohamed Islam Ali Kagiso Bagwasi        |
| Poids welters (-69 kg)      | Oyeleye Oluwafemi    | Njikam Nsango        | Cédric Massala Jean-Luc Rosalba         |
| Poids moyens (-75 kg)       | Wilfried Seyi        | Glory L.Muala Carlos | Sighuundu Ben Miziyu Chikanda Zibani    |
| Poids mi-lourds (-81 kg)    | Abdelhafid Benchabla | Abdelrahman Ourabi   | Ulrich Yombo Kenneth Katendi            |
| Poids lourds (-91 kg)       | Saint Pierre Kennedy | Efe Tobor Apochi     | Elly Ajowi Ochola David Akankolim Bawah |
| Poids super-lourds (+91 kg) | Efe Ajagba           | Keddy Agnes          | Mohamed Grimes Kassem Madin             |

#### Femmes
| Catégories             | Or               | Argent                 | Bronze                                        |
| Poids mouches (-51 kg) | Souhila Bouchene | Caroline Linus         | Rym Jouini Ziqubu Bathabile                   |
| Poids légers (-60 kg)  | Kehinde Obareh   | Khouloud Hlimi Moulahi | Ilham Mekhaled Ayat El Said Mohamed           |
| Poids moyens (-75 kg)  | Edith Agu Ogoke  | Rana Abdelhamid        | Rady Adosinda Gnamane Yannick Aubiège Azangue |

### Tableau des médailles
| Place | Pays                             | Médaille d'or, Afrique | Médaille d'argent, Afrique | Médaille de bronze, Afrique | Total |
| ----- | -------------------------------- | ---------------------- | -------------------------- | --------------------------- | ----- |
| 1     | Algérie                          | 5                      | 1                          | 2                           | 8     |
| 2     | Nigeria                          | 4                      | 2                          | 0                           | 6     |
| 3     | Cameroun                         | 1                      | 1                          | 2                           | 4     |
| 4     | Tunisie                          | 1                      | 1                          | 1                           | 3     |
| 5     | République du Congo              | 1                      | 0                          | 1                           | 2     |
| 5     | Maurice                          | 1                      | 0                          | 1                           | 2     |
| 7     | Égypte                           | 0                      | 2                          | 4                           | 6     |
| 8     | République démocratique du Congo | 0                      | 2                          | 1                           | 3     |
| 9     | Namibie                          | 0                      | 2                          | 0                           | 2     |
| 10    | Seychelles                       | 0                      | 1                          | 0                           | 1     |
| 10    | Togo                             | 0                      | 1                          | 0                           | 1     |
| 12    | Botswana                         | 0                      | 0                          | 2                           | 2     |
| 12    | Kenya                            | 0                      | 0                          | 2                           | 2     |
| 12    | Afrique du Sud                   | 0                      | 0                          | 2                           | 2     |
| 15    | Angola                           | 0                      | 0                          | 1                           | 1     |
| 15    | Éthiopie                         | 0                      | 0                          | 1                           | 1     |
| 15    | Gabon                            | 0                      | 0                          | 1                           | 1     |
| 15    | Ghana                            | 0                      | 0                          | 1                           | 1     |
| 15    | Lesotho                          | 0                      | 0                          | 1                           | 1     |
| 15    | Mozambique                       | 0                      | 0                          | 1                           | 1     |
| 15    | Ouganda                          | 0                      | 0                          | 1                           | 1     |
| 15    | Zambie                           | 0                      | 0                          | 1                           | 1     |
| Total | 22 pays médaillés                | 13                     | 13                         | 26                          | 52    |